# Robert Still
Robert Still (født 10. juni 1910 i London, England, død 13. januar 1971) var en engelsk komponist.
Still studerede komposition på Oxford Universitet, og senere på Det Kongelige Musikkonservatorium i London, hos bl.a. Gordon Jacob og George Dyson. Han har skrevet 4 symfonier, orkesterværker, opera, kammermusik, koncertmusik, sange, strygekvartetter etc. Still skrev i en tonal stil, men brugte indimellem skarpe dissonanser i sin musik.

## Udvalgte værker
- Symfoni nr. 1 (1954) - for orkester
- Symfoni nr. 2 (1956) - for orkester
- Symfoni nr. 3 (1960) - for orkester
- Symfoni nr. 4 (1964) - for orkester
- Koncert (1964) - for strygeorkester
- Violinkoncert (1969) - for violin og orkester
- Klaverkoncert (1970) - for klaver og orkester
- "Elegi" (1963-1964) - for baryton, kor og orkester